# (7996) Vedernikov
(7996) Vedernikov (1983 RX3) – planetoida z pasa głównego asteroid okrążająca Słońce w ciągu 4,85 lat w średniej odległości 2,87 j.a. Odkryta 1 września 1983 roku.